# Ariadna pectinella
Ariadna pectinella là một loài nhện trong họ Segestriidae.
Loài này thuộc chi Ariadna. Ariadna pectinella được Embrik Strand miêu tả năm 1913.